# دييغو دي لا فيغا
دييغو دي لا فيغا (بالإسبانية: Diego de la Vega)‏ (1 يونيو 1979 ببوينس آيرس في الأرجنتين - ) هو لاعب كرة قدم أرجنتيني في مركز الدفاع. لعب مع أرجنتينوس جونيورز ولوس أنديس وBasingstoke Town F.C. ‏ ونادي برينه.

## وصلات خارجية
- دييغو دي لا فيغا على موقع قاعدة بيانات كرة القدم.إي يو (الإنجليزية)
- دييغو دي لا فيغا على موقع Soccerway.com (الإنجليزية)